# Zapp detective
Zapp detective is een Nederlands televisieprogramma dat werd uitgezonden door NPO Zapp. Elk seizoen heeft een ander verhaal. Het ene seizoen worden mensen vermoord, de andere keer worden mensen ontvoerd. In de serie zitten alleen Zapppresentatoren of bekende Nederlanders die zichzelf spelen. Elk seizoen heeft een eigen titel. Er zijn ook acteurs die andere personages dan zichzelf spelen, zoals Loek Peters en Ilse Warringa.

## Seizoenen
| Seizoen | Uitzending                          | Aantal Afleveringen |
| ------- | ----------------------------------- | ------------------- |
| 1       | 10 januari 2020 - 28 februari 2020  | 8                   |
| 2       | 8 januari 2021 - 26 februari 2021   | 8                   |
| 3       | 9 juli 2021 - 28 augustus 2021      | 8                   |
| 4       | 31 december 2021 - 18 februari 2022 | 8                   |
| 5       | 15 juli 2022 - 2 september 2022     | 8                   |
| 6       | 9 december 2022 - 27 januari 2023   | 8                   |
| 7       | 21 juli 2023 - 8 september 2023     | 8                   |
| 8       | 5 januari 2024 - 23 februari 2024   | 8                   |
| 9       | 9 augustus 2024 - 27 September 2024 | 8                   |
| 10      | 14 juli 2025 - N.N.B                | 6 (18 augustus)     |

## Zapp detective (seizoen 1)

### Rolverdeling
| Acteur           | Rol                 | Afleveringen |
| ---------------- | ------------------- | ------------ |
| Niek Roozen      | zichzelf            | 8            |
| Sosha Duysker    | zichzelf            | 8            |
| Daan Boom        | zichzelf            | 8            |
| Bruno Prent      | zichzelf            | 8            |
| Anne Appelo      | zichzelf            | 8            |
| Habtamu de Hoop  | zichzelf            | 8            |
| Tim Senders      | zichzelf            | 8            |
| Janouk Kelderman | zichzelf            | 8            |
| Loek Peters      | rechercheur Temmink | 8            |

## Zapp detective: Het Geheime Genootschap (seizoen 2)

### Rolverdeling
| Acteur                | Rol      | Afleveringen |
| --------------------- | -------- | ------------ |
| Hanwe Chang           | zichzelf | 8            |
| Gio Latooy            | zichzelf | 8            |
| Marije Zuurveld       | zichzelf | 8            |
| Niek Roozen           | zichzelf | 8            |
| Vincent Visser        | zichzelf | 8            |
| Sara Dol              | zichzelf | 6            |
| Thomas Brok (Korthom) | zichzelf | 7            |
| Stephanie van Eer     | zichzelf | 8            |
| Dylan Haegens         | zichzelf | 1            |
| Marit Brugman         | zichzelf | 1            |
| Rein Van Duivenboden  | zichzelf | 5            |
| Onnedi                | zichzelf | 6            |

## Zapp detective: Camping Summer Vibes (seizoen 3)

### Rolverdeling
| Acteur              | Rol                  | Afleveringen |
| ------------------- | -------------------- | ------------ |
| Daan Boom           | zichzelf             | 8            |
| Britt Dekker        | zichzelf             | 8            |
| Marije Zuurveld     | zichzelf             | 8            |
| Anne Appelo         | zichzelf             | 8            |
| Thomas Van Grinsven | zichzelf             | 8            |
| Rutger Vink         | zichzelf             | 8            |
| Edson da Graça      | zichzelf             | 8            |
| Janouk Kelderman    | zichzelf             | 8            |
| Dolores Leeuwin     | burgemeester Leeuwin | 8            |
| Pepijn Schoneveld   | Peter Paul Pen       | 8            |
| Hanwe Chang         | zichzelf             | 2            |
| Glen Fontein        | zichzelf             | 2            |
| Quinty Misiedjan    | zichzelf             | 2            |

## Zapp detective: Politie Alert (seizoen 4)

### Rolverdeling
| Acteur              | Rol                        | Afleveringen |
| ------------------- | -------------------------- | ------------ |
| Alwien Tulner       | rechercheur De Blok        | 8            |
| Ilse Warringa       | moeder rechercheur De Blok | 8            |
| Nick Golterman      | Jeroen                     | 8            |
| Hamza Othman        | zichzelf                   | 8            |
| Thorn Roos de Vries | zichzelf                   | 8            |
| Milo ter Reegen     | zichzelf                   | 8            |
| Stephanie van Eer   | zichzelf                   | 7            |
| Quinty Misiedjan    | zichzelf                   | 7            |
| Rami Kooti Arab     | zichzelf                   | 7            |
| Stefan de Vries     | zichzelf                   | 6            |
| Jade Anna van Vliet | zichzelf                   | 2            |
| Ties Granzier       | zichzelf                   | 1            |
| Thomas Brok         | zichzelf                   | 1            |
| Tim Senders         | zichzelf                   | 1            |

## Zapp detective: Pretpark Summer Vibes (seizoen 5)

### Rolverdeling
| Acteur              | Rol            | Afleveringen |
| ------------------- | -------------- | ------------ |
| Daan Boom           | Zichzelf       | 8            |
| Stephanie van Eer   | Zichzelf       | 8            |
| Rutger Vink         | Zichzelf       | 8            |
| Thomas van Grinsven | Zichzelf       | 8            |
| Nienke van Dijk     | Zichzelf       | 8            |
| Eliyah Altena       | Zichzelf       | 8            |
| Bibi                | Zichzelf       | 2            |
| Gioia Parijs        | Zichzelf       | 2            |
| Emma Keuven         | Zichzelf       | 2            |
| Esmée van Kampen    | schoonmaakster | 8            |

## Zapp detective: De Nachtwachtbende (seizoen 6)

### Rolverdeling
| Acteur               | Rol                         | Afleveringen |
| -------------------- | --------------------------- | ------------ |
| Meisje Djamila       | Zichzelf                    | -            |
| Hanwe Chang          | Zichzelf                    | -            |
| Juvat Westendorp     | Zichzelf                    | -            |
| Stefania Liberakakis | Zichzelf                    | -            |
| Matheu Hinzen        | Zichzelf                    | -            |
| Noël van Kleef       | Zichzelf                    | -            |
| André Dongelmans     | (Agent) Lukas Rademaker     | 8            |
| Dunya Khayame        | (Directrice) Fatima Hakim   | 8            |
| Pim Muda             | (Architect) Levi Bollinger  |              |
| Iris Jane            | (Museummedewerkster) Esther | 5            |

## Zapp detective: Survival Summer vibes (seizoen 7)

### Rolverdeling
| Acteur           | Rol      | Afleveringen |
| ---------------- | -------- | ------------ |
| Daan Boom        | Zichzelf | 8            |
| Gioia Parijs     | Zichzelf | 8            |
| Appie Mussa      | Zichzelf | 8            |
| Lars Nieuwenhuis | Zichzelf | 8            |
| Dzifa Kusenuh    | Zichzelf | 8            |
| Tim Senders      | Zichzelf | 8            |
| Gabriel Martina  | Zichzelf | 8            |
| Jay Pothof       | Zichzelf | 8            |
| Romy Ruitenbeek  | Zichzelf | 8            |

## Zapp detective: Emma's Juice (seizoen 8)

### Rolverdeling
| Acteur                   | Rol      | Afleveringen |
| ------------------------ | -------- | ------------ |
| Emma Wortelboer          | Zichzelf | 8            |
| Matheu Hinzen            | Zichzelf | 8            |
| Chardonnay Rillen        | Zichzelf | 8            |
| Aaron Bezemer            | Zichzelf | 4            |
| Quin Bezemer             | Zichzelf | 5            |
| Bibi                     | Zichzelf | 3            |
| Steven Kazàn             | Zichzelf | 8            |
| Leafs                    | Zichzelf | 8            |
| Anne Appelo              | Zichzelf | 6            |
| Julia Heetman            | Zichzelf | 7            |
| Don Plevier (GameMeneer) | Zichzelf | 8            |

## Zapp detective: Summer Vibes Italië (seizoen 9)

### Rolverdeling
| Acteur           | Rol      | Afleveringen |
| ---------------- | -------- | ------------ |
| Daan Boom        | Zichzelf | 8            |
| Marije zuurveld  | Zichzelf | 8            |
| Lisanne Dijkstra | Zichzelf | 8            |
| Harvey Elgood    | Zichzelf | 8            |
| Sam Kierkels     | Zichzelf | 8            |
| Raïsha Zeegelaar | Zichzelf | 8            |
| Robin Frings     | Zichzelf | 2            |

## Zapp detective: Project Cogito (seizoen 10)

### Rolverdeling
| Acteur          | Rol      | Afleveringen |
| --------------- | -------- | ------------ |
| Mark Lucas      | zichzelf | 6            |
| Tirsa Talks     | zichzelf | 6            |
| Gabriel Martina | zichzelf | 6            |
| Anique Dreamon  | zichzelf | 6            |
| Pascal Tan      | zichzelf | 6            |
| Esther Mbire    | zichzelf | 6            |
| Nienke van Dijk | zichzelf | 6            |
| Nick Golterman  | Pixel    | 2            |